# Markel Susaeta
Markel Susaeta Laskurain (Eibar, 14 de dezembro de 1987) é um ex-futebolista espanhol que atuou como meio-campista ou ponta-direita.
É o sexto jogador que mais atuou com a camisa do Athletic Bilbao. Foram 507 partidas disputadas pelo time basco.

## Carreira

### Athletic Bilbao
Nascido em Eibar, Guipúscoa, Susaeta cresceu nas categorias de base do Athletic Bilbao e foi emprestado ao Baskonia e aoBilbao Athletic. Após retornar para o time principal, ele começou a atuar pela equipe na temporada 2007–08. Sua estreia foi no dia 2 de setembro de 2007, contra o Barcelona. Contra o mesmo Barcelona, em partida válida pela La Liga, no dia 10 de março de 2019 ele completou 500 partidas com a camisa basca.

### Gamba Osaka
Após ter defendido o Athletic Bilbao durante doze anos, em 2019 Susaeta acertou com o Gamba Osaka, do Japão.

### Melbourne City
Depois de curta passagem pelo Gamba Osaka do Japão, Susaeta acertou sua ida para o time do Melbourne City da Austrália para a temporada de 2020.

## Seleção Nacional
Em 2012 foi convocado pela Seleção Espanhola para um amistoso contra o Panamá. A Espanha goleou por 5 a 1 e Susaeta marcou o quinto gol; Pedro (duas vezes), David Villa e Sergio Ramos marcaram os outros.

## Títulos
Athletic Bilbao
- Supercopa da Espanha: 2015